# 第二次世界大戦中のスペイン
第二次世界大戦中のスペイン（だいにじせかいたいせんちゅうのスペイン）の項目では、第二次世界大戦時における、フランシスコ・フランコ政権下のスペインについて記述する。

## 前史
スペイン内戦でドイツ、イタリアの支援を受け、防共協定にも参加していたフランコ政権のスペインは、中立国ながら反共・反ソビエト連邦を掲げ、親枢軸国陣営と見られていた。しかしスペインは長期にわたる内戦で疲弊していた上、地政学的に連合国と枢軸国の両方との関係を保っていたポルトガルやイギリスの植民地のジブラルタルといった連合国側に近く、隣接しており、経済も停滞していた上にアメリカに資源の供給を依存している状況であった。一方でイベリア半島南端のジブラルタルは地中海の要衝であった上、スペインとしても奪還したい重要地点であった。

## 枢軸参加交渉
ドイツによるポーランド侵攻は、ポーランドと同じくカトリックであり、反ソであったスペインに衝撃を与えた。スペインは中立を宣言し、ソ連の東ポーランド占領は「ヨーロッパのアジア化」であると非難した。ソ連の西方進出を防ぐためとしてドイツと連合国に講和を呼びかけたが容れられなかった。
しかし1940年6月のフランスの敗北は、スペインに枢軸寄りの政策をとらせることとなった。6月10日にスペインはベニート・ムッソリーニの勧めによって中立を放棄し、非交戦を宣言、事実上の準枢軸国となった。6月12日には国際管理都市タンジェに侵攻し、スペイン領モロッコに併合した。当時イギリスの敗北は間近と見られており、スペインは対英戦の準備を開始し、「最後の一週間」に参戦して戦果を勝ち取るつもりであった。
当初ヒトラーはこのようなフランコに対して冷淡であったが、バトル・オブ・ブリテンでの敗北が明らかになると、ドイツ軍部やヨアヒム・フォン・リッベントロップ外相の構想に従い、地中海および北アフリカ、大西洋ににらみを利かせるジブラルタル攻略のためにスペインを枢軸国陣営に引き込むことを考え始めた。当時のドイツの構想ではソ連も同盟に引き込まれる前提があり、イギリスの植民地であった中東各地やインドでの反英行動が督励されていたため、スペインとは既存の同盟ではなく、個別の同盟を締結することとなった。
9月からは内相でフランコの義弟ラモン・セラーノ・スニェールがベルリンを訪れ、同盟締結のための交渉を開始した。スペインは経済的・軍事支援に加え、ジブラルタルとフランス領モロッコ・アルジェリアと西アフリカにおけるフランス植民地の一部の割譲を要求した。しかしフランス植民地は親独のヴィシー政権の支配下にあり、軍事的に弱体なスペインに渡すよりはヴィシー政権のほうが頼りになると見られていた。
またスペインの要求する穀物・燃料支援は行われることがなかった上、スペイン領モロッコとカナリア諸島の軍事拠点をドイツに割譲する案はスペインの反発を招いた。10月にドイツ参謀本部はスペインを通ってジブラルタルを攻撃するフェリックス作戦を立案し、イタリアは日独伊三国同盟へのスペイン加入を提案した。ヒトラーはイタリアの提案を了承し、フランコと交渉して受け入れさせるつもりであった。
10月23日、フランス・スペイン国境のアンダイエでヒトラーとフランコの会談が行われた（アンダイエ会談）。ヒトラーはスペインの要求するフランス植民地割譲に応じられないとする一方で、戦後に入手するイギリス植民地によって調整が可能であるとフランコを説いた。フランコはこの約束をあてにならないと考えたが、最終的には独伊鋼鉄同盟への加入を秘密議定書で宣言し、戦争準備に必要な支援を受けることを条件として、将来における戦争参加と三国同盟への加入を確約した。バルカン戦線や北アフリカ戦線が危機に陥っていたドイツ・イタリアはジブラルタル攻撃を要求し、ドイツ国防軍を1941年1月10日に進駐させると通告したが、スペインが動くことはなく、12月には近い将来に参戦することはないと言明した。年が明けた1941年2月にフランコはヒトラーに書簡を送り、アンダイエ会談の議定書は効力を失ったものと見なすと通告した。その後北アフリカやバルカンで枢軸側は快勝したが、スペインは曖昧な言動で参戦や同盟参加を回避した。
以後、独ソ間の開戦、そして日英米間の開戦とそれに伴う独伊の対米開戦が行われた後のドイツは、大戦末期までスペインに参戦を要求し続けたが、スペインは実行不可能な条件を出して参戦を拒み続けた。

## 枢軸支援
参戦はしなかったが、スペインは枢軸国の支援となる行動を第二次世界大戦の末期に渡るまで行っていた。スペイン領海におけるドイツ海軍艦艇の補給を許可し、独伊の諜報員に可能な限り協力した。
ドイツのアプヴェーア（国防軍情報部）長官ヴィルヘルム・カナリスはかねてからスペインとの協力関係を築いており、1940年からはセラーノが主導するスペイン諜報部が在外公館から入手した情報はそのまま枢軸国に提供された。真珠湾攻撃後は日本もこのネットワークに参加し、日本側の出先組織は東機関と名付けられた。この諜報網は枢軸国に多くの情報を与える一方で、連合国側もその存在に気づいており、ミンスミート作戦などで逆用されることもあった。

### 青師団
独ソ戦勃発後、ボリシェヴィキと戦うためとして義勇兵が対ソ戦に派遣された。義勇兵構成の半数が職業軍人であり、アグスティン・ムニョス・グランデスが指揮する第250歩兵師団（通称青師団）となって東部戦線で戦った。1942年頃からは師団の帰還を求める声がスペイン国内でも高まり、連合国からの要求もあって1943年10月10日には帰国命令が出されたが、一個大隊はその後終戦まで戦闘に参加した。

## 戦争後期
日本によるマレー作戦と、それに続く真珠湾攻撃はスペインでも熱狂的に取り上げられ、セラーノ外相は祝電を送った。アメリカは親枢軸的行動を取るスペインに不信感を持ち、1942年1月からはスペインに輸出した石油が枢軸国に譲渡されないよう監視する措置をとった。またドイツへのタングステン輸出制限も約束させられた。一方で日本軍による元スペイン領であるフィリピン占領による、スペイン人の身分に関する問題は両国間の懸案事項となり、スペイン政府が日本に対してフィリピン滞在のスペイン人全員の本国送還を要求し、日本側が拒否する事態となった。
1942年頃からフランコは、ドイツと西側連合国の講和を仲介する動きを見せ始めた。フランコはソ連に対抗するため米英とドイツが手を結ぶべきと考えていたが、この動きは連合国側に拒否され、ほとんど実効を上げなかった。
1942年にはセラーノが更迭され、親英米的な外相が就任した。1943年9月にイタリアが休戦すると、スペインは非交戦放棄を宣言し、ドイツの傀儡政権となったムッソリーニのイタリア社会共和国ではなく、親連合国であるバドリオ政権を承認した。さらに枢軸国民にスペインの航空路を使用させないという措置を執った。こうした動きは枢軸国側の不信を招き、ドイツではムニョス・グランデスを扇動してフランコ政権を打倒する計画も建てられたが、西部と東部戦線、さらにアフリカ戦線で戦っていたドイツにはスペイン占領に割く兵力もなく、北アフリカへの連合軍上陸の可能性は低いと見られたため実行されなかった。一方で日本が樹立させたホセ・ラウレルのフィリピン第二共和国を承認はしなかったものの、外務省が独立の「祝電」を送った。
枢軸国による諜報活動への協力は続いていたが、1944年にバンクーバーのスペイン領事がスパイとして摘発され、これに業を煮やしたアメリカによる石油禁輸が同年1月28日から行われた。5月2日、スペインはアメリカおよびイギリスと暫定協定を締結して石油輸入の再開を認められた。この協定によりスペインは禁輸解除の代償としてドイツへのタングステン輸出を大幅に削減し、タンジェにあるドイツ領事館を閉鎖させた。また、東部戦線に派遣された青師団の残存部隊の帰還、バレアレス諸島に停泊していたイタリア船舶の抑留、そして国内の枢軸国スパイ一掃を確約させられ、枢軸国側諜報員は全て国外追放となった。
さらに1945年1月のマニラの戦いでは、日本軍とアメリカ軍との戦闘に巻き込まれたスペイン人200人以上が死亡し、旧市街のスペイン資産や駐マニラ領事館も被害を受けた。スペインでは憤激が広がり、スペイン政府は「天文学的」と評される賠償を請求した。日本はこの請求を拒否し、4月12日にスペインは日本と断交したが、日本の影響下にあった満州国および汪兆銘政権との国交は終戦まで維持された。
日本のポツダム宣言受諾の8月18日、スペインはアメリカに対日戦勝の祝意を表した。8月21日には駐米大使が国務省まで出向いて祝意を伝えたが、高官が応接することはなく、大使は深く失望したという。

## 戦後
第二次世界大戦を切り抜けたスペインであったが、アメリカとフランスはフランコ政権の打倒を図り、1948年まで何の援助もしなかった。国際連合加盟も門前払いとなり、スペインが自国領に組み込むことを期待していたタンジェも再び国際管理地域へ戻った。アメリカとスペインが通常の貿易関係を再開するのは、冷戦が激化しつつあった1948年のことであり、両国が大使を派遣したのは1949年になってからであった。
またスペインは戦後、連合国により戦犯容疑をかけられた元ナチス政府高官やドイツ軍将官が、元スペインの植民地であったアルゼンチンやチリ、ブラジルなどの南アメリカ諸国に逃亡する際の中継地となったが、フランコはこれを黙認しただけでなく事実上支援した。